# 狩撫麻礼
狩撫 麻礼（かりぶ まれい、Caribu Marley、1947年 - 2018年1月7日）は、漫画・劇画の原作者。男性。カリブ・マーレィ、ひじかた憂峰、土屋ガロン、椿屋の源、marginal、ダークマスター、東京ローカル、ハーツ＆マインズ（いましろたかしとの合同筆名）、ラスト★パス、カリブsongなどの別名でも活動。他に赤松文彦、塚本JOY、不動チカラ、土門巽、南方ゴング、東京６区、五島忠雄、よろず万策の名義も使用した。

## 生涯
少年時代は東京都の下町で過ごす。高校生の頃に読んだ白土三平の『カムイ伝』に強い影響を受ける。高校卒業後、職を転々とするが、30歳の頃に一念発起し漫画原作者になるべく小池一夫の私塾「劇画村塾」一期生として学ぶ。
1979年、『シリーズ輪苦の長い旅 ザ・リミット』（画・園田光慶、週刊漫画ジョー掲載）で原作者としてデビュー（同1979年、大友克洋作画の「East of The Sun, West of The Moon」でデビューという情報もある）。1986年に『ア・ホーマンス』が松田優作主演・監督で映画化されたのに続き、『迷走王 ボーダー』と『土岐正造トラブルノート ハード＆ルーズ』がヒットする。
1995年から連載した『タコポン』以降は、狩撫麻礼名義での作品発表はなく、以後作品ごとに別個のペンネームを使用している。その理由としては、読者や編集部から過去の作品の固定化したイメージを求められることに不満だったこと、『タコポン』が無反応だったのでどうやらワンサイクルが終わったと判断し、再デビューするつもりで「狩撫麻礼」の名を用いるのを止めたという。
単行本の表記では、これらの別名のあとにカッコつきで狩撫麻礼とクレジットされることもある。
『ルーズ戦記 オールドボーイ』（画・嶺岸信明、原作は土屋ガロン名義、週刊漫画アクション連載）は、2007年のアイズナー賞最優秀日本作品部門を受賞した。また、同作を原作として、韓国にて朴贊郁（パク・チャヌク）監督のもとに映画化された『オールド・ボーイ』が2004年のカンヌ映画祭審査委員大賞を受賞。
その後、アメリカでも『オールド・ボーイ』（Oldboy）として、スパイク・リー監督、マーク・プロトセヴィッチ脚本でリメイクされ、2013年11月27日に公開された。
2018年1月7日、死去。70歳没。

## 人物
- 青年期にレイ・チャールズなどの黒人音楽に強く影響を受ける。その後レゲエミュージックにインスパイアされ、これが以後の作品に大きく影響する。ペンネームの狩撫麻礼もジャマイカのあるカリブとボブ・マーレーに由来[要出典]。
- 一度だけ合作をしたことがある江口寿史の『江口寿史の正直日記』によると、狩撫のマンションに招かれると、冷蔵庫の中はすべてビールであるとか、サンドバッグがあるとかの、「完全に狩撫麻礼的なハードボイルドな部屋」で、圧倒されたという。
- 劇画村塾の同期である山本貴嗣の漫画に 本人をモデルにした[要出典]狩魔無礼（最終教師）もしくはカリマ（エルフ・17）というキャラクターが良く登場してくる。
- いしかわじゅんのギャグ漫画に「風博士」という役名で登場している[7]。
- 週刊漫画アクションでの「ボーダー」連載中に、同じく同誌にて連載をしていた、いしかわじゅんのエッセイ漫画『フロムK』にて、狩撫のことを『パーティー嫌いのはずがパーティーでよく見かける』と揶揄された。その後、狩撫は「ボーダー」の第90回にて、いしかわと、同じく交流のあった関川夏央（当時、漫画原作者）を登場させ、＜男芸者＞＜男のオバサン＞などと痛烈に批判した。その後、関川・いしかわの同誌への猛抗議があり、狩撫とたなか亜希夫は正式な謝罪文を掲載。第90回は単行本未収録となった。いしかわは、どちらかというと関川の怒りが収まらなかったとブログ等で発言している[7]。
- 狩撫の死後の2018年7月13日、いしかわは自身のTwitterで狩撫を偲ぶ会にて「何十年ぶりかで、狩撫と仲直りしたよ、たぶんね」と投稿。関川夏央の「若い時にはつまらないことが気になるものだ」との言葉も掲載している[8]。

## 作品一覧

### 狩撫麻礼名義
- East of The Sun,West of The Moon（画・大友克洋、漫画アクション掲載 1979年）
- エイント・チャウ（画・弘兼憲史 1980年）
- 青の戦士（画・谷口ジロー、ビッグコミックスピリッツ連載 1980年 - 1981年）
- LIVE! オデッセイ（画・谷口ジロー、平凡パンチ連載 1981年）
- ナックル・ウォーズ（画・谷口ジロー、プレイコミック連載 1982年 - 1983年）
- ラッシュ・ライフ（画・浦沢直樹 1983年）
- ライブマシーン（画・松森正、アクションヒーロー連載 1983年 - 1984年）
- ハード&ルーズ（画・かわぐちかいじ、別冊アクション→アクション・キャラクター連載 1983年 - 1987年）
- ルードボーイ（画・谷口ジロー、プレイコミック連載 1984年）
- POWER FOOL（画・守村大、モーニング連載 1984年）
- B（画・平野仁 1984年）
- 唇にブルース・ハープ（画・中村真理子 1984年）
- Days 時の満ちる（画・中村真理子、スタジオシップ、全2巻、1985年） - 1992年にワニブックスから再刊
- バトルキッズ（画・東本昌平、週刊漫画アクション連載 1985年）
- ア・ホーマンス（画・たなか亜希夫、週刊漫画アクション連載 1985年） - 松田優作により映画化
- 淑女たち（画・中村真理子 1986年）
- 迷走王 ボーダー（画・たなか亜希夫、週刊漫画アクション連載 1986年 - 1989年）
- マニュアル（画・谷村ひとし 1989年）
- サード・ギア（画・本そういち 1990年）
- エッヂ（画・田村信、コミックギガ連載 1990年）
- 天使派リョウ（画・中村真理子、ビッグコミックスピリッツ連載 1990年 - 1992年）
- ギィルティ（画・中村真理子、ビッグコミックスピリッツ連載 1993年）
- BOX（画・池上遼一、ビッグコミック連載）
- ハード・コア（画・いましろたかし、グランドチャンピオン連載 1991年 - 1993年） - 2018年、山下敦弘監督・山田孝之主演で映画化。
- タコポン（画・いましろたかし、週刊漫画アクション連載 1995年 - 1997年）
- ラスタ牌（画・守村大、別冊近代麻雀連載 1982年 - 1985年、アクションコミックス版では『ルード戦士 ラスタパイ』に改題）
- 狩撫麻礼作品集―カリブソング Side A / Side B アスペクトコミックス 1999年

### 別名義
- 少女・ネム（カリブ・マーレィ名義、画・木崎ひろすけ、コミックビーム連載 1996年）
- ロンリネス（東京ローカル名義、画・仲能健児、コミックビーム連載 1996年）[3]
- ルーズ戦記 オールドボーイ（土屋ガロン名義、画・嶺岸信明、漫画アクション連載 1996年 - 1998年） - 2003年、『オールド・ボーイ』として映画化
- よっ相棒（赤松文彦名義、ST・マーチン画、週刊漫画サンデー掲載、単行本全5巻）
- 青春牌団 （塚本JOY名義、画：桑沢アツオ 近代麻雀コミックス 1998年）
- 殺気ゆえ（不動チカラ名義、画・木村直巳、近代麻雀ゴールド連載 1998年）
- 湯けむりスナイパー（ひじかた憂峰名義、画・松森正、漫画サンデー連載 1998年 - 2012年） - 遠藤憲一主演でTVドラマ化
- ロストワールド（土門巽名義、画・花菱スパーク ビッグコミックオリジナル連載、1999年）
- 非国民（ハーツ＆マインズ名義、いましろたかしとの共同筆名、コミックビーム連載 2000年）[3]
- オトナの漫画 （ダークマスター名義 画・泉晴紀 コミックビーム連載 2000年） - 作品内のダークマスターを原作として、タニノクロウによる舞台化がされている
  - ダークマスター　オトナの漫画 完全版（泉晴紀(著),狩撫 麻礼(原作) KADOKAW(ビームコミックス) ）
- 平成大江戸巷談 イレギュラー（椿屋の源名義、画・江口寿史、漫画アクション連載 2002年）
- 夕陽の落ちるころ（ラスト★パス名義、画・やまだないと、コミックビーム連載 2002年）[3]
- Astral Project 月の光（marginal名義、画・竹谷州史、コミックビーム連載 2004年）[3]
- 愛さずにいられない（ひじかた憂峰名義、画・松久由宇、週刊漫画TIMES連載、2007年）
- 奇跡のヒト（土屋ガロン名義、画・張慶二郎、週刊コミックバンチ連載、2007年）
- リバースエッジ 大川端探偵社（ひじかた憂峰名義、画・たなか亜希夫、週刊漫画ゴラク不定期連載 2007年 - 2022年[9]）- オダギリジョー主演でTVドラマ化
- しんどい系（よろず万策名義、画：あきやまひでき 週刊漫画サンデー 2010年）
- ネオ・ボーダー（ひじかた憂峰名義、画・たなか亜希夫、漫画アクション連載 2011年 - 2015年）
- 殺気ゆえ（不動チカラ名義、画・木村直巳 近代麻雀コミックス 2013年）
- ワルキューレ（土屋ガロン名義、画・和泉晴紀、コミックビーム連載 2014年）
- サウダージ（カリブsong名義、画・田辺剛、コミックビーム連載 2014年）[3]